# Катовице (станция)
Катовице — главная и крупнейшая железнодорожная станция города Катовице. Открыта 3 октября 1846 года. Вокзал при станции является одним из крупнейших в Польше и относится по классификации к категории А, то есть обслуживает более 2 миллионов пассажиров ежегодно. Теперешнее главное здание вокзала построено в 2010 — 2012 годах.
В западной части станции локомотивное депо с начала XX столетия, которое использовалось железной дорогой до 1 марта 2011 года. Сейчас в нём планируется музей железнодорожного транспорта.